# It's Only Rock 'n Roll
| 평가 점수                            | 평가 점수    |
| 출처                                 | 점수         |
| ------------------------------------ | ------------ |
| AllMusic                             | [ 2 ]        |
| Christgau's Record Guide             | B            |
| Džuboks                              | unfavourable |
| The Great Rock Discography           | 6/10         |
| MusicHound                           | [ 6 ]        |
| NME                                  | 6/10         |
| The Rolling Stone Album Guide        | [ 8 ]        |
| Tom Hull                             | B+           |
| Virgin Encyclopedia of Popular Music | [ 5 ]        |

《It's Only Rock 'n Roll》은 1974년 10월 18일에 발매된 영국의 록 밴드 롤링 스톤스의 열두 번째 영국 스튜디오 음반이자 열네 번째 미국 스튜디오 음반이다. 이 음반은 기타리스트 믹 테일러를 위한 마지막 롤링 스톤스 음반이었고, 이 음반의 타이틀 곡의 작곡과 녹음은 테일러의 최종 교체인 로니 우드와 관련이 있었다. 이 음반은 또한 이 밴드의 데뷔 음반인 《The Rolling Stones》가 발매된 지 10주년을 기념했다. 《It's Only Rock 'n Roll》은 핵심 블루스와 로큰롤 위주의 사운드에 펑크와 레게의 요소를 결합한 곡이다. 《It's Only Rock 'n Roll》은 미국에서 1위, 영국에서 2위에 올랐다.
이전 음반만큼 성공적이진 않았지만 《It's Only Rock 'n Roll》은 롤링 스톤스의 중요한 과도기 음반이었다. 장기 프로듀서 지미 밀러가 나왔고, 기타리스트 키스 리처즈와 가수 믹 재거가 "글리머 트윈스"라는 가명으로 자작했다. 기타리스트 믹 테일러는 건강상의 문제가 있는 초기 녹음 세션을 놓쳤다. 그가 밴드로 돌아왔을 때 그는 다른 밴드 멤버들과 자주 말다툼을 했고, 결국 음반 발매 몇 달 후에 롤링 스톤스를 그만 두었다. 나머지 악기에는 베이시스트 빌 와이먼과 드러머 찰리 와츠와 빈번한 협력자 이언 스튜어트, 니키 홉킨스, 빌리 프레스턴이 포함되었고, 1980년대에도 롤링 스톤스와 계속 작업할 타악기 연주자 레이 쿠퍼의 첫 등장이 특징이었다.
타이틀곡은 음반의 나머지 부분과는 별도로 녹음되었기 때문에 특별한 음을 담고 있다. 기본 리듬 트랙은 리듬 기타리스트 로니 우드와 드러머 케니 존스를 포함한 페이시스의 멤버들에 의해 믹 재거, 데이비드 보위, 베이시스트 윌리 윅스와 잼 세션 중에 놓여져 있었다.

## 곡 목록
모든 곡들은 특별한 언급이 없는 한 믹 재거와 키스 리처즈에 의해 작사/작곡하였다.
| #  | 제목                                       | 작사·작곡                  | 재생 시간 |
| -- | ------------------------------------------ | -------------------------- | --------- |
| 1. | 〈If You Can't Rock Me〉                   |                            | 3:46      |
| 2. | 〈Ain't Too Proud to Beg〉                 | 노만 위트필드, 에디 홀랜드 | 3:30      |
| 3. | 〈It's Only Rock 'n Roll (But I Like It)〉 |                            | 5:07      |
| 4. | 〈Till the Next Goodbye〉                  |                            | 4:37      |
| 5. | 〈Time Waits for No One〉                  |                            | 6:37      |

| #  | 제목                                   | 재생 시간 |
| -- | -------------------------------------- | --------- |
| 1. | 〈Luxury〉                             | 5:00      |
| 2. | 〈Dance Little Sister〉                | 4:11      |
| 3. | 〈If You Really Want to Be My Friend〉 | 6:16      |
| 4. | 〈Short and Curlies〉                  | 2:43      |
| 5. | 〈Fingerprint File〉                   | 6:33      |

## 인증
| 국가                       | 인증     | 판매량/출하량 |
| -------------------------- | -------- | ------------- |
| 캐나다 (뮤직 캐나다)       | 플래티넘 | 100,000^      |
| 프랑스 (SNEP)              | 골드     | 100,000*      |
| 영국 (BPI)                 | 골드     | 100,000^      |
| 미국 (RIAA)                | 플래티넘 | 1,000,000^    |
| ^출하량을 기반으로 한 인증 |          |               |